# Jacques Santamaria
Pour les articles homonymes, voir Santamaria (homonymie).
Jacques Santamaria est un scénariste, réalisateur, acteur et homme de radio et télévision français

## Biographie
Jacques Santamaria, né le 6 juin 1951 à Lezoux (Puy-de-Dôme), entre à l’ORTF en 1972 : il occupe divers postes et est notamment responsable des programmes de FR3 Auvergne radio à Clermont-Ferrand de 1975 à 1982 .
En 1975 François Truffaut l’encourage à devenir scénariste. En 1985, il crée, à la demande de Jean-Noël Jeanneney, les Ateliers de création radiophonique décentralisés, qui constituent pour les stations locales de Radio France une banque de programmes de qualité.
En 1996 il devient directeur des programmes de France Inter, où il modifie la grille de programmes, favorisant les reportages et rétablissant un genre délaissé, le feuilleton radiophonique avec, notamment, Le Perroquet des Batignolles, Les Fantastiques Aventures de madame Muller, Le Secret du coffre rouge.
En 1999 il part de Radio France pour se consacrer à l’écriture dramatique. France 3 lui passe commande d'Un cœur oublié, puis La Deuxième Vérité, un polar sur les mœurs de la bourgeoisie de province. À partir de 2007, il est un des auteurs de la série Chez Maupassant, qui propose l'adaptation de certaines des nouvelles ou romans de Guy de Maupassant.
Il adapte et dialogue de nombreux romans de Georges Simenon et, une première en télévision il adapte le roman Un cirque passe de Patrick Modiano sous le titre Des gens qui passent. Il a créé aussi le personnage de Mongeville, incarné par Francis Perrin .
Jacques Santamaria était membre en 2008 de la « Commission pour la nouvelle télévision publique », présidée par Jean-François Copé.
Jacques Santamaria est membre de l'académie Alphonse Allais depuis janvier 2022.

## Filmographie

### Scénariste, dialoguiste
- 2022 : Clemenceau, la force d'aimer
- 2020 : De Gaulle, l’éclat et le secret, mini-série
- 2017 : Quelque chose a changé (téléfilm)
- 2014 La Boule noire (téléfilm)
- 2013 La Rupture (téléfilm) (adaptation et dialogue) / (scénario)
- 2013 L'Escalier de fer (téléfilm)
- 2013 Mongeville (série télé) (1 épisode) 
  - La Nuit des loups (2013)
- 2011 Louis XI, le pouvoir fracassé (téléfilm) (adaptation & dialogue)

- Chez Maupassant (série télé)[4]
  - Le Vieux (2011) (scénario, adaptation et dialogue)
  - Le Cas de madame Luneau (2011)
  - Mon oncle Sosthène (2011)
  - Boule de suif (2011) (scénario, adaptation et dialogue)
  - Au bord du lit (2008) (adaptation et scénario)

- Au siècle de Maupassant : Contes et nouvelles du XIXe siècle (série télé) (scénario, adaptation et dialogue - 4 épisodes, 2009 - 2010) (adaptation - 1 épisode, 2010)
  - L'Affaire Blaireau (2010) (adaptation)
  - L'Écornifleur (2010)
  - Le Fauteuil hanté (2010) (scénario, adaptation et dialogue)
  - Les Trois Messes basses (2009) (scénario, adaptation et dialogue)
  - Pour une nuit d'amour (2009) (scénario, adaptation et dialogue)

- 2010 En cas de malheur (téléfilm) (scénario)

- 2009 Des gens qui passent (téléfilm) (scénario)[5]

- 2009 Jusqu'à l'enfer (téléfilm)[6]

- 2009 La Reine et le Cardinal (téléfilm) (scénario)

- 2008 Villa Marguerite (téléfilm) (adaptation)

- 2007 Monsieur Joseph (téléfilm) (adaptation)

- 2007 Coupable (téléfilm)

- 2006 Aller-retour dans la journée (téléfilm) (scénario)

- 2006 Les Innocents (téléfilm) (adaptation) [7]

- 2005 Le Temps meurtrier (téléfilm) (scénario)

- 2005 La Visite (téléfilm)

- 2004 La Fuite de Monsieur Monde (téléfilm) (adaptation)

- 2003 La Deuxième Vérité (téléfilm)

- 2002 Un paradis pour deux (téléfilm)

- 2001 Un cœur oublié (téléfilm)

- 1993 Le Chasseur de la nuit (téléfilm)

- 1993 Les Kilos en trop (téléfilm) (dialogue et scénario)

- 1992 Les Eaux dormantes

### Réalisateur
- 2026 : Un petit air de bonheur (téléfilm)

- 2017 : Quelque chose a changé (téléfilm)

- Mongeville (série télé) (3 épisodes) 
  - Le dossier Phébus (2014)
  - À l'heure de notre mort (2014)
  - La Nuit des loups (2013)

- 2007-2011 Chez Maupassant (série télé) (3 épisodes) 
  - Le Vieux (2011)
  - La Chambre 11 (2008)
  - Toine (2007)

- 2010 C'est toi c'est tout (téléfilm)

- 2009-2010 Au siècle de Maupassant : Contes et nouvelles du XIXe siècle (série télé) (2 épisodes) 
  - L'affaire Blaireau (2010)
  - Les Trois Messes basses (2009)

### Acteur
- 2009 : Des gens qui passent (téléfilm)
- 2005 : La Tête haute (téléfilm) : Le concurrent de la criée
- 2005 : La Visite (téléfilm) : Lafont
- 2002 : Un paradis pour deux (téléfilm) : Passacaille

## Livres
- avec Patrice Duhamel, L'Élysée : coulisses et secrets d'un palais, Plon, 2012  (ISBN 978-2-259-21606-7), Édition revue et actualisée, Pocket, 2013  (ISBN 978-2-266-23483-2)
- avec Patrice Duhamel, Les Flingueurs : Anthologie des cruautés politiques, Plon, 2014  (ISBN 978-2-259-21914-3)
- Un cœur oublié, scénario intégral, préface de Michel Serrault, Florent Massot, 2002  (ISBN 978-2-84588-040-5)
- Jacques Santamaria et Emmanuel Haymann, La Reine et le Cardinal : Les Amours secrètes de Mazarin et Anne d'Autriche, Michel Lafon, 2008  (ISBN 978-2-7499-0942-4)
- avec Patrice Duhamel, Les jours d'après, éd. de l'Observatoire, 2017.
- avec Patrice Duhamel, La République abîmée, éd. de l'Observatoire, 2019.
- avec Patrice Duhamel, De Gaulle, l'album inattendu, éd. de l'Observatoire, 2020.